# کرم ساقه‌خوار اروپایی ذرت
کرم ساقه‌خوار اروپایی ذرت با (نام علمی: Ostrinia nubilalis) از نظر تیره (زیست‌شناسی)، بید (حشره) ای از راسته پروانه‌سانان و جزو خانواده علف‌بیدان می‌باشد. این حشره آفت کشاورزی ذرت است. 
این حشره در وهله نخست به سراغ ذرت می‌رود و هنگامی که ذرت به وفور موجود نباشد، به طرف محصولات کشاورزی دیگر مانند فلفل (سرده)، سیب‌زمینی، لوبیای لیما و سویا می‌رود.

## پیوندهای بیرونی
- European corn-borer at UKMoths
- European corn borer on the دانشگاه فلوریدا / IFAS Featured Creatures Web site
- Lepiforum.de

1. ↑  مشارکت‌کنندگان ویکی‌پدیا. «European corn borer». در دانشنامهٔ ویکی‌پدیای انگلیسی، بازبینی‌شده در ۲۶ فوریه ۲۰۱۹.